# 王辉 (1962年)
王辉（1962年8月—），安徽人，享受国务院政府特殊津贴专家，曾任国家海洋环境预报中心主任。

## 生平
1983年毕业于安徽师范大学物理系，1986年考取青岛海洋大学（现中国海洋大学）研究生，于1992年博士学位，师从冯士筰院士。1992年至1994年在北京大学做博士后研究。1994年进入国家自然科学基金委员会地球科学部工作，历任海洋学科副主任、主任，四处处长。2004年调任中国气象科学研究院副院长。2008年7月，任国家海洋环境预报中心常务副主任。2010年9月，任国家海洋环境预报中心主任。2017年卸任中心主任，任国家海洋环境预报中心研究员、博士生导师。

## 学术贡献
主要从事海洋动力学与物质输运过程、海洋环流数值模拟、海洋生态动力学模型与气候变化、业务化海洋学理论与应用、海洋预报理论与方法等研究工作。主持国家重点研发计划、国家高技术研究发展计划（863计划）项目等项目20余项，发表学术论文80余篇。研究成果获中国海洋学会“海洋科学技术奖”一等奖2项（2012年度、2015年度）。2010年获国务院政府特殊津贴。

## 社会兼职
中国海洋学会常务理事、海气相互作用专业委员会副主任委员，教育部高等学校教学指导委员会大气科学类专业教学指导委员会委员，GODAE OceanView科学工作组成员、中方代表，《海洋预报》主编，《气象科技》副主编。